# Eilema umbrigera
Eilema umbrigera là một loài bướm đêm thuộc phân họ Arctiinae, họ Erebidae.